# Kazimir Forlani
Kazimir Forlani (tal. Casimiro Forlani; Drniš, 2. ožujka 1834. – Donja Lastva, 3. kolovoza 1887.) bio je hrvatski prelat Katoličke Crkve koji je služio kao kotorski biskup od 1879. do svoje smrti 1887. Služio je i kao pomoćni biskup splitsko-makarski od 1872. do 1879.